# Анеуризма
Анеуризма (од грч. ἀνεύρυσμα - проширење, односно грч. ἀνευρύνειν - проширити) локализована је вазодилатација крвних судова испуњена крвљу, која је настала као последица болести или слабљења зида вене или артерије. Анеуризме се најчешће јављају у артеријама које се налазе у основи мозга и у аорти (главна артерија која одводи крв из срца, тада је у питању аортна анеуризма). Како величина анеуризме расте, повећава се ризик од пуцања, што може довести до обилног крварења, других компликација, па чак и смрти.
Анеуризме могу бити последица наследног стања или стечене болести. Такође могу бити почетна тачка за стварање угрушака, (тромбоза и емболизација). Реч потиче из грч. ἀνεύρυσμα – aneurizma = дилатација, и према ἀνευρύνειν – aneurinein = ширити се, односно анеуризма / aneǔ̯rysma = проширење, повећање. У ширем смислу колоквијално звана артеријска анеуризма, је проширење цевастих, торбастих, лоптастих или кесастих органа и структура у погођеном организму. Локализиран је и стални, где је проширен пречник артерија (често ивена), као резултат урођених или стечених промена зида. Ово разликује анеуризму од ектазије, трајног ширења крвних жила (и шупљих органа), која се развија упркос нетакнутости свих укључених слојева зидова). Како се анеуризма повећава, повећава се ризик од пукнућа, што доводи до неконтролираног крварења. Иако се могу појавити у било којем крвном суду, посебно смртоносни примери укључују анеуризме Вилисовог круга у мозгу, аортну анеуризму које утичу на грудну аорту и анеуризму трбушне аорте. Анеуризме се могу појавити у самом срцу након срчаног удара, укључујући и коморску и анеуризме преткоморске преграде. Постоје урођене анеуризме преткоморске преграде, ретког срчаног квара.

## Класификација
Разликују се права анеуризма (aneurysm verum), лажна анеуризма (aneurysm spurium = A. falsum) и дисецирана анеуризма (aneurysm dissecans) која је последица дисекције васкуларног зида. Анеуризма без додатних информација обично значи анеуризму верум.

### Анеуризма верум
У анеуризми верум, проширен је читав васкуларни зид са свим слојевима (интима, медија и адвентиција), обично као резултат артериосклерозе. Углавном су погођени мушкарци старији од 50 година, посебно хипертензивни пацијенти и пацијенти са оклузивном болешћу периферних артерија. Пуцање зида суда, које се овде може догодити због његовог слабљења повезаног с проширењем (пукнућем), може бити опасно по живот, зависно од месту погођеног суда.

### Спуријум − лажне анеуризме
У лажним анеуризмама (aneurzma falsum, такође псеудоанеуризма), сужење, чија је формација обично настала због тупе или оштре озледе (попут Селдинџерове пункције). Пролази кроз интиму и медије, док, по уџбеничкој дефиницуји, адвентиција остаје, при чему у патолошкој пракси у адвентицију често прелази хематом. Модрица (пулсирајући хематом) развија се око овог цурења васкуларног зида. Ткиво које окружује дефект васкуларног зида, попут плеуре или перитонеума, може ограничити опсег модрице и на тај начин одгодити смрт због крварења - често само накратко - ако су и велики судови. Ако тампонада остане дуже стабилна, пулсирајући хематом биће окружен капсулом везивног ткива у року од четири до шест недеља. Будући да је ова анеуризматоидна структура настала изван зида крвног суда, назива се лажна анеуризма (анеуризма спуриум или фалсум). Међутим, и даље постоји ризик од пукнућа.

### Анеуризма дисеканс
Израз анеуризма дисеканс заварава, јер садашња дисекција није непосредна последица анеуризме. Уместо тога, дисекција – било да је реч о аорти или било којој артерији уопште – резултат је озледе интиме зида суда. Ако се дисекција не лечи или се лечи само конзервативно, у многим случајевима хронично слабљење зида резултира секундарним ширењем васкуларног калибра, у правцу стварања анеуризме. У тим случајевима анеуризма није узрок већ последица дисекције. Међутим, у разним уџбеницима, појам анеуризме дисеканс користи се за дисекцију. То је можда због чињенице да налази обдукције нелечених дисекција већ често показују анеуризамску дилатацију суда и његов временски ток није могао бити диференциран – пре развоја рачунарске томографије – у време када је овај појам формиран.
Када се жила сецира, крв улази кроз такозвани улаз, продире у зид суда и дели је (сецира). Ово ствара лажни или други псеудолумени, вештачки створени крвоток. Будући да је проток ограничен улазом и могућим поновним уласком, долази до повећања притиска у погрешном лумену у односу на средњи васкуларни притисак у стварном лумену, што доводи до компресије стварног. У случају аорте, лечење дисекције стога има за циљ да се затвори примарни улаз како би се смањио притисак у лажном лумену у корист истинског лумена и тако побољшала перфузија унутрашњих органа и доњег екстремитета.

## Узроци
Дегенеративне болести васкуларних зидова (у више од 80% случајева атеросклероза) главни су узрок. Много ређи узроци су трауме, инфекције (реуматска грозница, сифилис, лајмска борелиоза), упале и урођене слабости везивног ткива (Марфанов синдром, Елерс-Данлос синдром). У око пет до седам посто погођених анеуризмом, јављају више пута на различитим локацијама тела (анеуризматска болест). Анеуризме аорте утичу, не само на одрасле особе, већ могу постати и клинички значајни као последица Марфановог синдрома или као касни ефекти запреминског оптерећења аорте код урођених срчаних мана с десним левим продужењем или перфузијом плућа зависно о њему. Надаље, анеуризме у срчаним артеријама могу се јавити након болести зване Кавасакијев синдром. Студија објављена 2010. године такође документује значајно повећани ризик од анеуризми мозга код пацијената са двоквржичном аортом, релативно честом урођеном малформацијом аортног залиска. У Хјуз-Стовиновом синдрому се претпоставља да емболије узрокују анеуризме плућних судова. Познато је да ударци у главу повећавају број случајева артеријске дилатације кичмене артерије.

## Патогенеза и ток
Експлозивност средишњих анеуризми (попут доње бубрежне анеуризме трбушне аорте) лежи у њиховом потенцијално фаталном ризику од пукнућа (тј. ризика од руптуре). То се повећава с повећањем попречног пресека анеуризме, јер су, према Јанг-Лапласовој једначини, силе обнављања еластичности зида суда обрнуто пропорционалне радијусу. Силе се стога смањују како се радијус повећава.
Анеуризме периферних судова прете удовима углавном кроз тромбембску васкуларну оклузију. По правилу, ове анеуризме су делимично испуњене масама тромба, које се често налазе на рубу. На пример, у случају анеуризме у удубљењу кољена, ове масе тромба могу се одговарајућим покретима умасирати у периферну циркулацију. То доводи до периферних, понекад иреверзибилних васкуларних оклузија са одговарајућим последицама.

## Симптоми и налази
Већина знакова анеуризме трбушне аорте и карлице су асимптоматски. Дијагноза се обично поставља случајно као део рутинског прегледа или прегледа абдомена. Уз ултразвук, дијагноза се поставља испитивањем трбушне или карличне артерије, које може бити направљено са великом прецизношћу. Ако ове анеуризме постану симптоматске, јављају се болови у леђима или дифузно у трбуху. Карактеристични су за анеуризму која се шири крварењем зида. Унутартрбушне анеуризме могу слободно пукнути у трбушну шупљину, што резултира стварањем великог унутарперитонеумског хематома (хемаскозе), што често узрокује смрт. Али ово крварење, често се може задржати у ретроперитонеуму (судови у ретроперитонеалном простору). Пацијент има јаке болове у боку и симптоме шока (диференцијална дијагноза : бубрежна колика, панкреатитис). У случају периферних анеуризми, фокус није на руптури, већ на тромбском затварању анеуризме или емболијском затварању дисталних судова. Симптоми су често акутни. Дисталне емболије такође могу дуго бити хроничне и олигосимптоматске (пацијент примећује мало или ништа).
У церебралним анеуризмама (које се налазе у мозгу) (тзв. анеуризме мозга), притисак који анеуризма врши на нерв може довести до парализе лица. Ако таква анеуризма пукне, резултат је мождани удар или субарахноидно крварење (церебрално крварење).

## Дијагностика
Клинички преглед
Периферне анеуризме се често лако идентификују инспекцијом (гледањем) и палпацијом. Код витких пацијената, анеуризма трбушне аорте може се палпирати као експанзивно пулсирајући тумор у средишњем делу трбуха за време прегледа. То је, међутим, ретко могуће код гојазних људи.
Апаративна претрага
Ултразвук омогућује неинвазивне и јефтине дијагнозе анеуризме. Он делује добро као метода прегледа за асимптоматске људе. Компјутеризована томографија омогућава морфолошки прецизна и геометријски поновљива мерења анеуризама. Такође се могу приказати врста тромбозе, природа зида и однос између анеуризме и суседних органа. Ангиографија не служи само за откривање анеуризме, али се понекад користи за откривање оклузивне болести периферних или централних пловила, као што су бубрежне артерије.

## Фактори ризика
Фактори ризика за настанак анеуризме су дијабетес, гојазност, хипертензија, пушење, алкохолизам и недостатак бакра.‍:602

## Лечење
Током историје, анеуризма се лечила хируршком интервенцијом или активним посматрањем у комбинацији са контролисањем крвног притиска. У последње време, развијене су ендоваскуларне односно минимално инвазивне технике за различите типове анеуризми. 	 

## Историја
Најстарији писани опис анеуризми налази се у папирусу Еберс из древног Египта. Древни лекар Антилос започиње своју расправу о дијагнози, симптомима и хируршком лечењу анеуризми из другог века наше ере речима: „Постоје две различите врсте вазодилатације: једна се догоди када се иначе нетакнута артерија се проширила – отуда јој и име – а друга, када је артерија пукла и крв цури у месо испод. [...]“. Прецизнији анатомски описи долазе из аутопсијских студија Андреас Везалијуса и Вилијама Харвија из 16. и 17. века. Антонио Скарпа први је направио разлику између стварне и лажне анеуризме, 1804. 
У давна времена, препоручивало се лечење анеуризми компресијом (према Галену, садржај би се вратио у нормалан артеријски васкуларни систем). Грчки лекар Антилос описао је метод за рад на анеуризми, екстирпацијом (око 3. века), при чему је артерија везана изнад и испод анеуризме, а избочина се затим резањем уклањала. Британски хирург Џон Хантер промовисао је лигатуру у 18. веку, за захваћене судове узводно од анеуризме. Педесетих година 20. века, анеуризме су још увек биле хируршки омотаване, како би се спречило крварење опасно по живот. У 20. веку, као метода лечења, коначно су се успоставили стентови и протезе. Амерички хирург Вилијам Вејн Бабкок (1872–1963) такође је развио посебне технике за операцију анеуризми аорте и њима сродних анеуризми.